# Джаханпанах

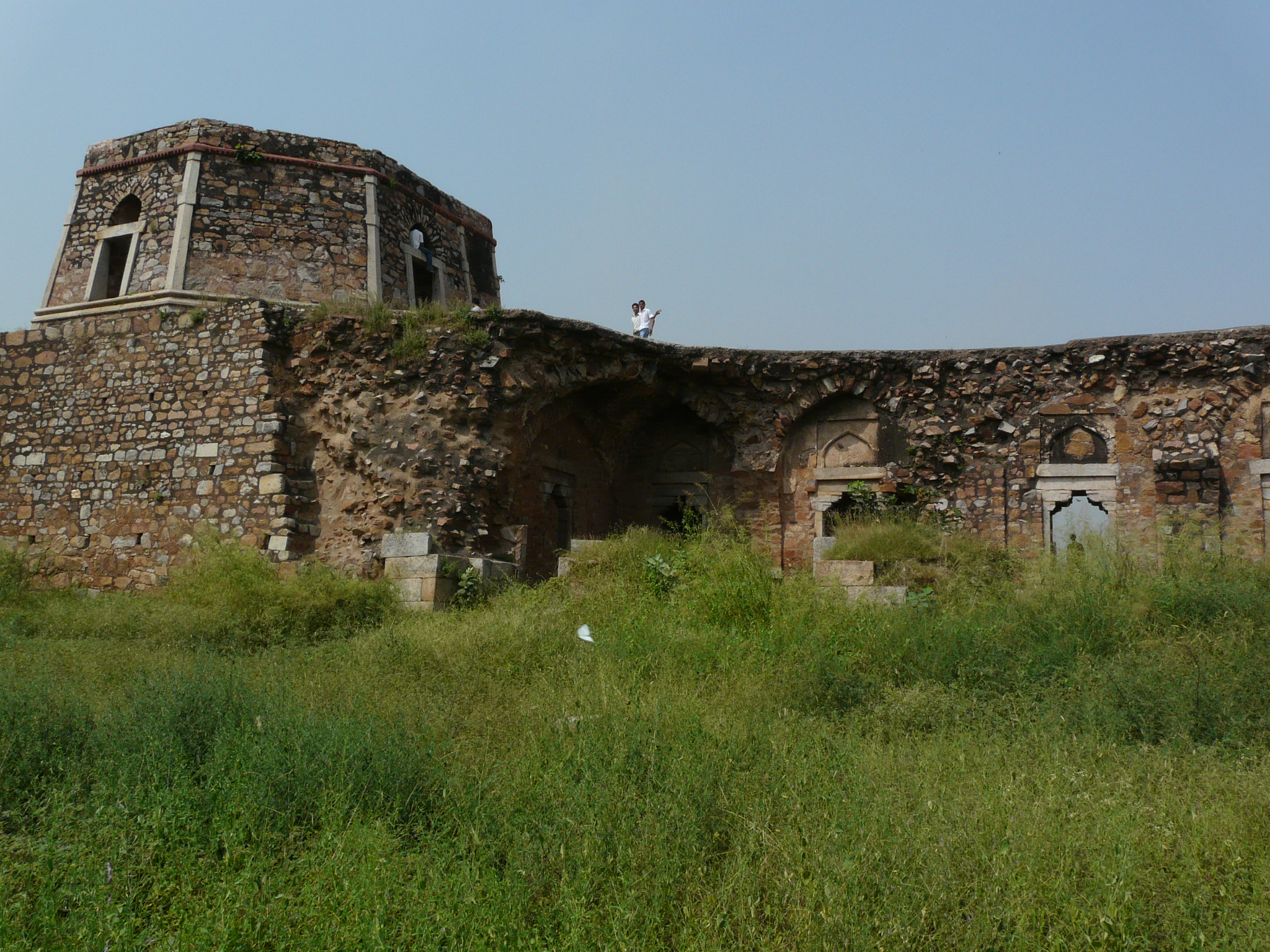
Руины крепости Джаханпанах

Джаханпанах — руины древнего города на территории современного Дели, одного из Семи исторических городов Дели, основанного в 1326—1327 годах султаном Мухаммадом бин Туглаком. Укрепленный город был построен с целью защиты от постоянных нападений монголов, он поглотил форт Адилабад 14 века и протянулся от Кила-Руй-Питора до форта Сери. От города до наших дней осталось очень мало. Одной из причин этого называют идиосинкратическое правление Мухаммада бин Туглака, который перенес столицу в Даулатабад на плато Декан, а затем снова в Дели.
Руины города сейчас можно увидеть на дороге между фортом Сири и Кутб-Минаром в Южном Дели, отдельные участки сохранились также на территории Индийского технологического института в Дели, мечети Хирки-Масджид, Сатпулы и других мест. На определенных участках сохранились помещения для хранения продовольствия и боеприпасов. Руины представляют интерес как для туристов, так и для исследователей, изучающих архитектуру и историю Делийского султаната.